# Adamsite
Adamsite, é uma arsina heterocíclica de formulação C12H9AsClN. Adamsite é um cristal colorido, sem cheiro e não é volátil em condições normais. É usado como dispersante de multidões.  